# Zaostrog

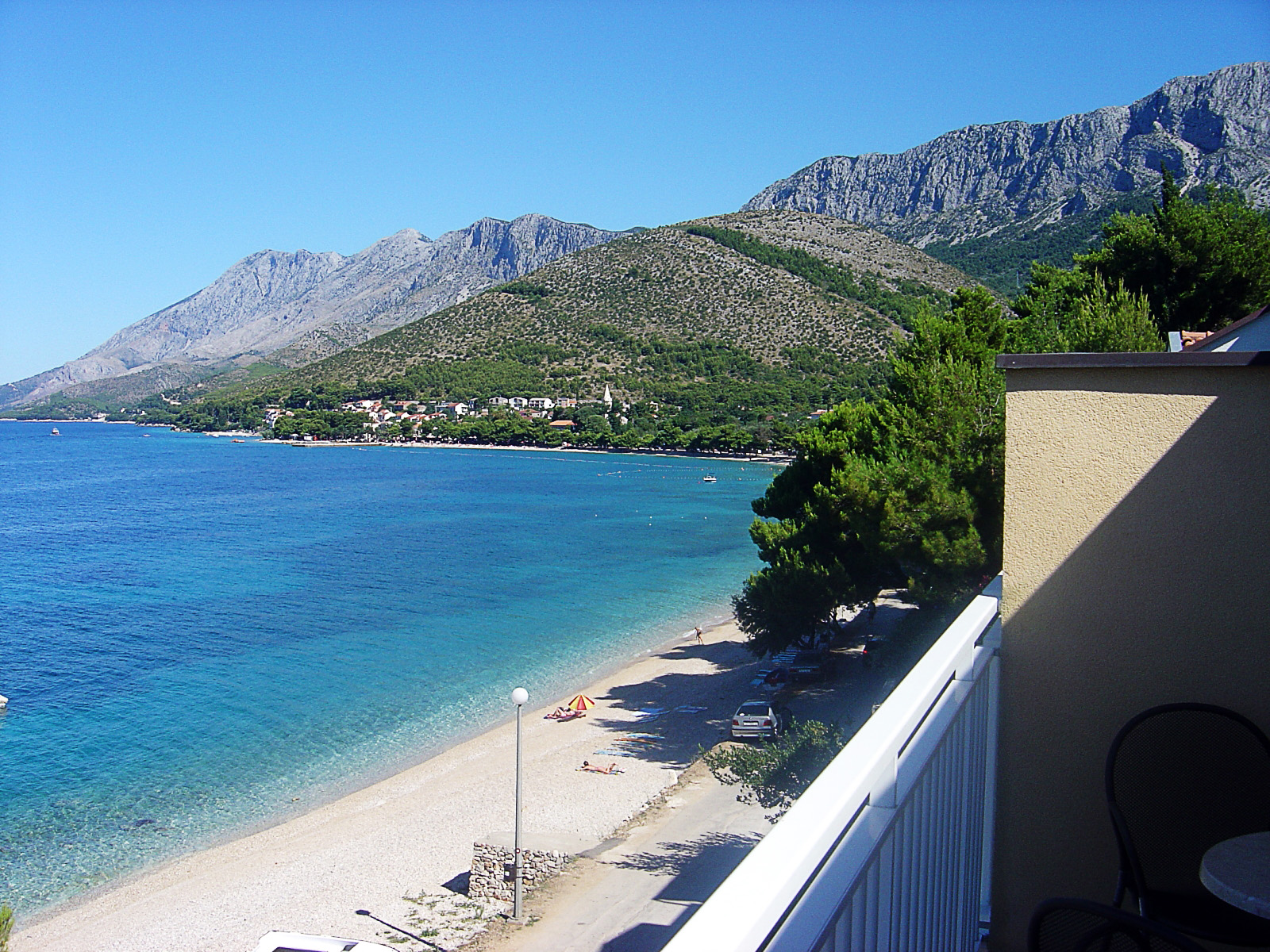
Symbolfoto der Adriaküste der kroatischen Stadt Zaostrog (2007)

Zaostrog ist ein kroatischer Ort in Süddalmatien. Die Siedlung liegt 35 km vor Makarska an der kroatischen Adriaküste.

## Geschichte
Die Gegend um Zaostrog wurde schon vor Christi Geburt besiedelt, wie eine granitene Handmühle aus der Jungsteinzeit zeigt, die 1953 auf dem nahe gelegenen Berg Viter gefunden wurde. Während der Zeit des römischen Reiches war das Leben um Zaostrog sehr kulturell, einige Reliefs jener Zeit sind heute als Denkmäler erhalten und belegen eine illyrische Besiedlung.
Mit der kroatischen Besiedlung im Laufe des 7. Jahrhunderts wurde die Siedlung Ostrog  genannt. Im Jahr 950 ließ der Kaiser des Byzantinischen Reiches Ostrog zu einer befestigten Stadt ausbauen. Unterhalb der Festung entstand im Mittelalter auf einem Plateau die neue Siedlung Zaostrog , die 1494 erstmals erwähnt wurde.
Im 14. Jahrhundert entstand ein Kloster, das erst von Augustinern und ab 1468 von Franziskanern benutzt wurde. Im 17. Jahrhundert wurde die Siedlung teilweise etwas weiter an die Küste verlegt, im alten Siedlungsteil entstanden aber noch bis zum 19. Jahrhundert zwei weitere Kirchen. Auch das Kloster erfuhr im 18. Jahrhundert eine starke Entwicklung. Anfang des 20. Jh. wurde Zaostrog in den Staat Jugoslawien integriert. Als das Königreich Jugoslawien im Zweiten Weltkrieg durch die Achsenmächte zerschlagen worden war, wurde der Ort durch die Machtübernahme der faschistischen Ustaša im Jahr 1941 eine Gemeinde des Unabhängigen Staates Kroatien. Nach Ende des Krieges gehörte es wieder zu Jugoslawien.
Am Morgen des 11. Januar 1962 wurden viele Gebäude im Ort durch ein Erdbeben der Stärke 6,2 MW beschädigt.

## Persönlichkeiten
- Andrija Kačić Miošić (1704–1760), kroatischer Dichter
- Ivan Despot (1851–1886), kroatischer Schriftsteller
- Adolf Dragičević (1924–2010), Ökonom